# Hillbilly

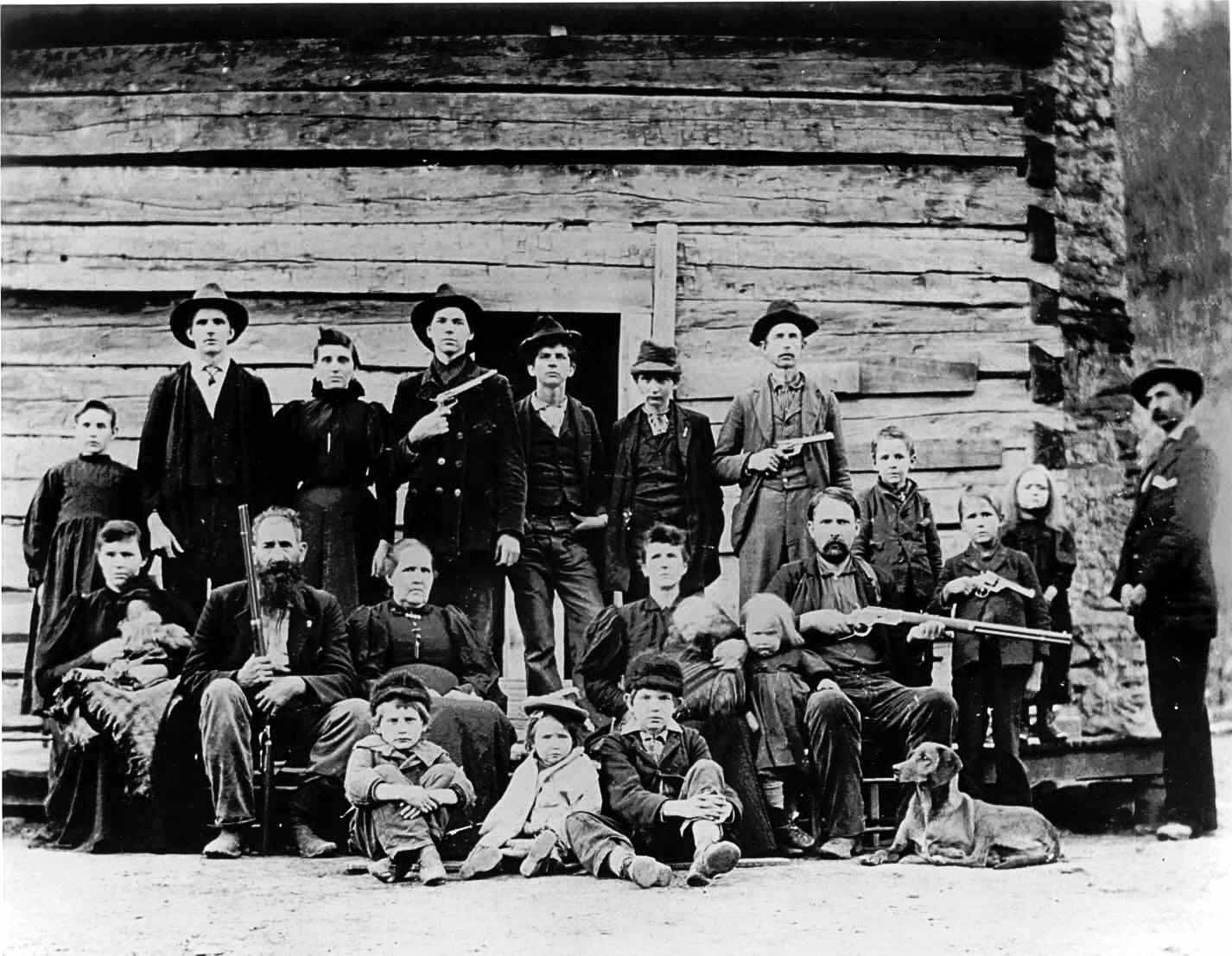
Der Hatfield-Clan 1897

Hillbilly (etwa „Hinterwäldler“ oder „Landei“) ist eine oft abfällig verwendete Bezeichnung für Bewohner der ländlichen, gebirgigen Gegenden der USA wie der Appalachen und der Ozarks.

## Hintergrund
Anthony Harkins, Verfasser von Hillbilly: A Cultural History of an American Icon, sieht die ersten Erwähnungen des Begriffs um 1900. Demnach sei im New York Journal der „Hill-Billie“ als freier und unverbogener weißer Bürger Alabamas beschrieben worden, „der in den Bergen lebt, nicht groß was zu sagen hat, sich so anzieht, wie er es vermag, spricht, wie ihm der Schnabel gewachsen ist, Whiskey trinkt, wenn er welchen bekommt, und nach Lust und Laune durch die Gegend ballert.“ Eine Rückführung auf die in den Appalachen früh angesiedelten irischen Protestanten und schottische Ausdrücke wie Hill-folk und Billie oder einen Spitznamen aus der Zeit Wilhelm III. (Oranien) im England des 17. Jahrhunderts wird zuweilen angenommen, erscheint aber unwahrscheinlich. Der Ausdruck kam erst später auf; bis zum amerikanischen Bürgerkrieg waren die Appalachen nicht rückständiger als andere Regionen.

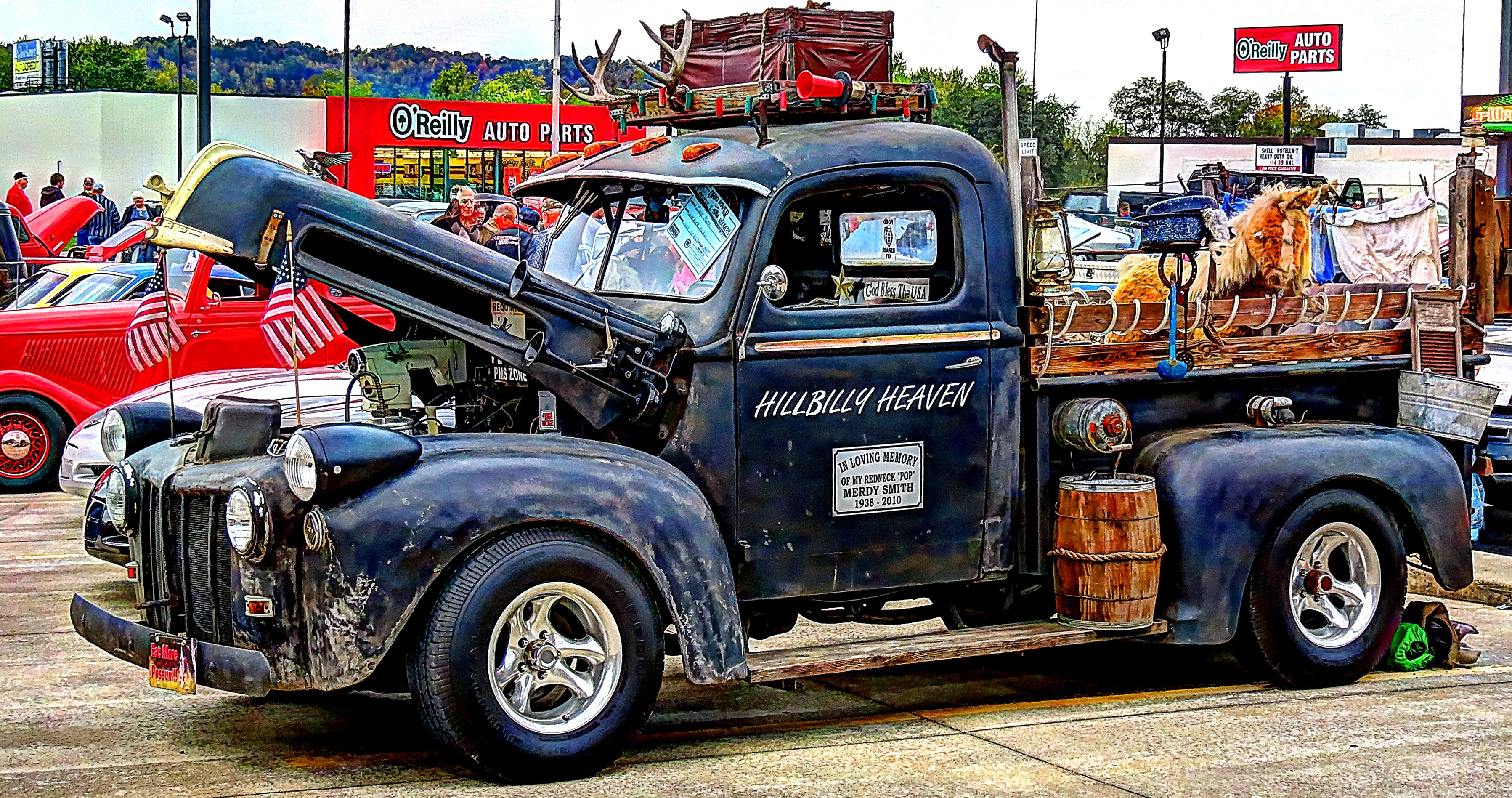
Fahrzeug mit der Aufschrift „Hillbilly Heaven“ (Verwendung als Geusenwort)

Als typisch für die Hillbillys galten arme, kinderreiche und verfeindete Farmerclans wie bei der Hatfield-McCoy-Fehde, die in düsteren Tälern von der Schwarzbrennerei lebten. In den 1930er Jahren, der Zeit der Großen Depression, zogen viele Bewohner in die großen Städte; Comics wie Li’l Abner und Filme aus der Reihe Ma and Pa Kettle verbreiteten das Stereotyp zwischen 1930 und 1960. Die vor allem nordwärts erfolgende Migration wurde als Hillbilly Highway bekannt.